# 斯圖于夫峰
61°37′49″N 8°17′37″E / 61.63028°N 8.29361°E
斯圖于夫峰是挪威的山峰，位於該國東南部內陸郡，處於洛姆，鄰近加爾赫峰，屬於尤通黑門山脈的一部分，海拔高度2,344米。